# 方琼 (主持人)
方琼（1974年1月4日—），女，本名曹静霞，河北石家庄人，中国内地主持人。先后毕业于河北师范大学和中国传媒大学。

## 生平
曹静霞出生在石家庄的一个工人家庭。自幼学习舞蹈。1989年，曹静霞上初三时，父亲因突发心脏病去世，因此她选择进入棉纺四厂幼师（今石家庄市学前教育中等专业学校）学习，以便早日就业挣钱。1992年幼师毕业，报考河北省话剧院，因文化课未达到分数线而落榜。后通过征兵面试，参军入伍，在中国人民解放军陆军第二十七集团军驻获鹿县（今鹿泉区）某师宣传队做文艺兵。1996年退伍，退伍后曾在银行、广告公司、保险公司等多家单位工作。
1999年5月，在河北电视台做编辑工作的曹静霞成为新推出的综艺节目《激情九九》的主持人，但因为名字拗口，制片人为她取了艺名“芳琼”，后来改为看起来更像真名的“方琼”。真名和艺名混用给她带来了一些不便，便索性把户口本上的名字也改成了“方琼”。《激情九九》在河北的收视率一直稳居第一，特别是节目中由2-5岁学龄前儿童参加的《超级宝宝秀》环节让“方琼姐姐”家喻户晓。2000年，开始与来自北京的主持人程成（艺名诚诚）长期合作。2003年8月，因方琼怀孕不方便继续做儿童节目，《激情九九》正式停播。2004年，方琼产子后在母亲的陪同和照顾下，带着刚出生的儿子前往北京，在中国传媒大学攻读影视编导专业硕士研究生，同时在央视主持《选择》和《童言无忌》节目。
2005年2月，改版和改名后的《激情久久》在河北卫视重新播出，继续由方琼和程成主持，保留了最受欢迎的《超级宝宝秀》环节，收视率继续领先全省。之后先后主持央视的《三星智力快车》（少儿频道，后改为《智力快车》）、《全家总动员》（搭档尼格买提）、《超市大赢家》（财经频道，后改为《快乐主妇》，搭档朱轶）、《梨园闯关我挂帅》（戏曲频道，搭档赵保乐、李佳明）、《荣誉殿堂》（奥运频道，2008年北京奥运会特别节目）、《加油！少年派》、《越战越勇》（综艺频道，搭档毕福剑）、《老兵你好》（国防军事频道，搭档伊一、王室翱）、河北卫视《综艺传奇》（搭档程成、刘刚）、《综艺大登殿》（搭档程成）、《家政女皇》（搭档程成）、《家有父母》（搭档程成）、湖南卫视《百科全说》（搭档李维嘉、朱梓骁、唐笑、李易峰）等节目。

## 获奖记录
- 2004年，CCTV青少年中心先进个人
- 2006年，第23届中国电视金鹰奖最佳主持人提名
- 2008年，电视播音员主持人奖（金话筒奖）
- 2008年，第二届华鼎奖演艺名人公众形象满意度中国综艺节目最佳女主持人奖
- 2010年，华鼎奖满意度最佳表现女主持人奖
- 2022年，中国播音主持“金声奖”[9]

## 个人生活
- 父亲原为石家庄市棉纺四厂（后归属常山股份） 工人，1989年去世。母亲退休前为棉纺四厂会计。还有一个同胞姐姐，1971年出生。
- 丈夫：杨扬，1966年出生，河北影视集团总经理，曾任河北卫视总监、河北电视台总编室主任。2008年与张子诚合作主编了《中国百年艺术影片》大型工具书、史料书[10]。2002年与28岁的方琼结婚[3]。前妻王玲玲，原河北电视台主持人，后调往中央电视台[1]。
- 儿子：杨浩森，2004年1月22日出生于石家庄，因出生当天为农历猴年（甲申年）正月初一，故小名“杨初一”[3][11][12]。

## 社会活动
2021年1月，石家庄出现本土2019冠状病毒病疫情，方琼在石家庄当地担任防疫志愿者。
2022年7月，当选河北省影视家协会副主席。